# Tarnova
Tarnova o Tarnova della Selva (in passato anche Ternova, in sloveno Trnovo; in friulano Tarnove) è un paese della Slovenia, frazione del comune di Nova Gorica.
La località, che si trova a 780,8 metri s.l.m. ed a 7,7 chilometri dal confine italiano, è situata al centro dell'omonima Selva a nord della parte occidentale della Valle del Vipacco.
L'insediamento (naselja) è formato inoltre da altri agglomerati: Rialzo (Rijavci), Trpinovšče.
È inoltre sede di una delle 19 comunità locali in cui si suddivide il comune di Nova Gorica, comprendendo anche i vicini insediamenti di Voglarji e Nemci.

## Storia
A inizio Ottocento costituiva un comune catastale autonomo, che comprendeva anche il vicino insediamento di Carbonari (Voglarje o Voglarji). In seguito il comune si allargò, arrivando a comprendere anche i vicini insediamenti di Lasna (Lazna), Loqua (Lokve) e Nemci. In questo periodo era nota col toponimo italiano di Tarnova o Ternova, e col toponimo sloveno di Trnovo.
Nel 1920 in seguito alla prima guerra mondiale e al Trattato di Rapallo divenne parte del Regno d'Italia assieme al resto della Venezia Giulia, venendo inquadrato dapprima nella provincia del Friuli e poi nella provincia di Gorizia, sempre come comune autonomo. Esso comprendeva sempre le frazioni di Carbonari (Voglarji), Rialzo, Lasna Valfredda (Lazna) e Loqua/Loque (Lokve). In epoca fascista il nome del comune venne modificato in Tarnova della Selva.
Durante la seconda guerra mondiale, alla fine del 1944 e fino a gennaio 1945, il luogo fu teatro di una serie di scontri tra reparti della Xª Flottiglia MAS e truppe iugoslave (la 19ª brigata slovena "Srečko Kosovel") appoggiate da partigiani italiani
A Tarnova, sul monte Kobilnik, sorge un memoriale sloveno che ricorda i caduti negli scontri dell'inverno 1944-45 (256 caduti) e i 2.300 caduti totali tra le truppe jugoslave
Nel 1947 col Trattato di Parigi la località passò alla Jugoslavia, venendo successivamente inquadrata nel neocostituito comune di Nova Gorica.
Dal 1991 fa parte della Slovenia.

## Alture principali
Vitovski vrh, m 919